# São Pedro do Iguaçu
São Pedro do Iguaçu è un comune del Brasile nello Stato del Paraná, parte della mesoregione dell'Oeste Paranaense e della microregione di Toledo.